# Palazzo Duodo a Sant'Angelo
Palazzo Duodo a Sant'Angelo è un palazzo di Venezia, ubicato nel sestiere di San Marco (3584) e affacciato su campo Sant'Angelo.

## Storia

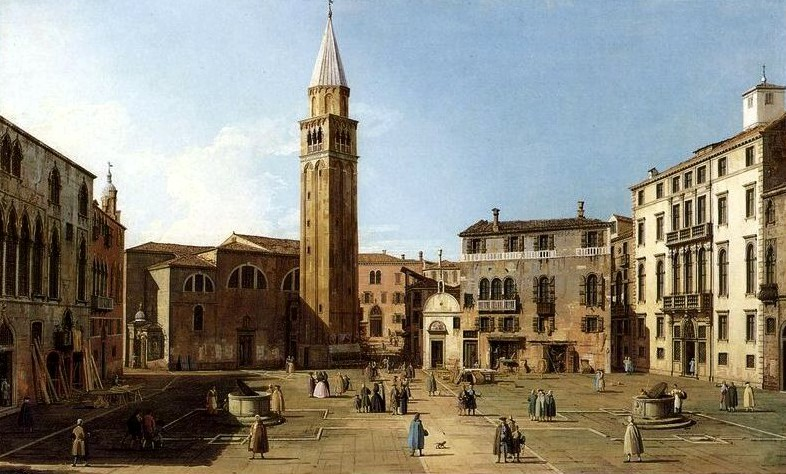
Palazzo Duodo nel XIX secolo, a sinistra; al centro, la chiesa di Sant'Angelo e, a destra, Palazzo Trevisan Pisani

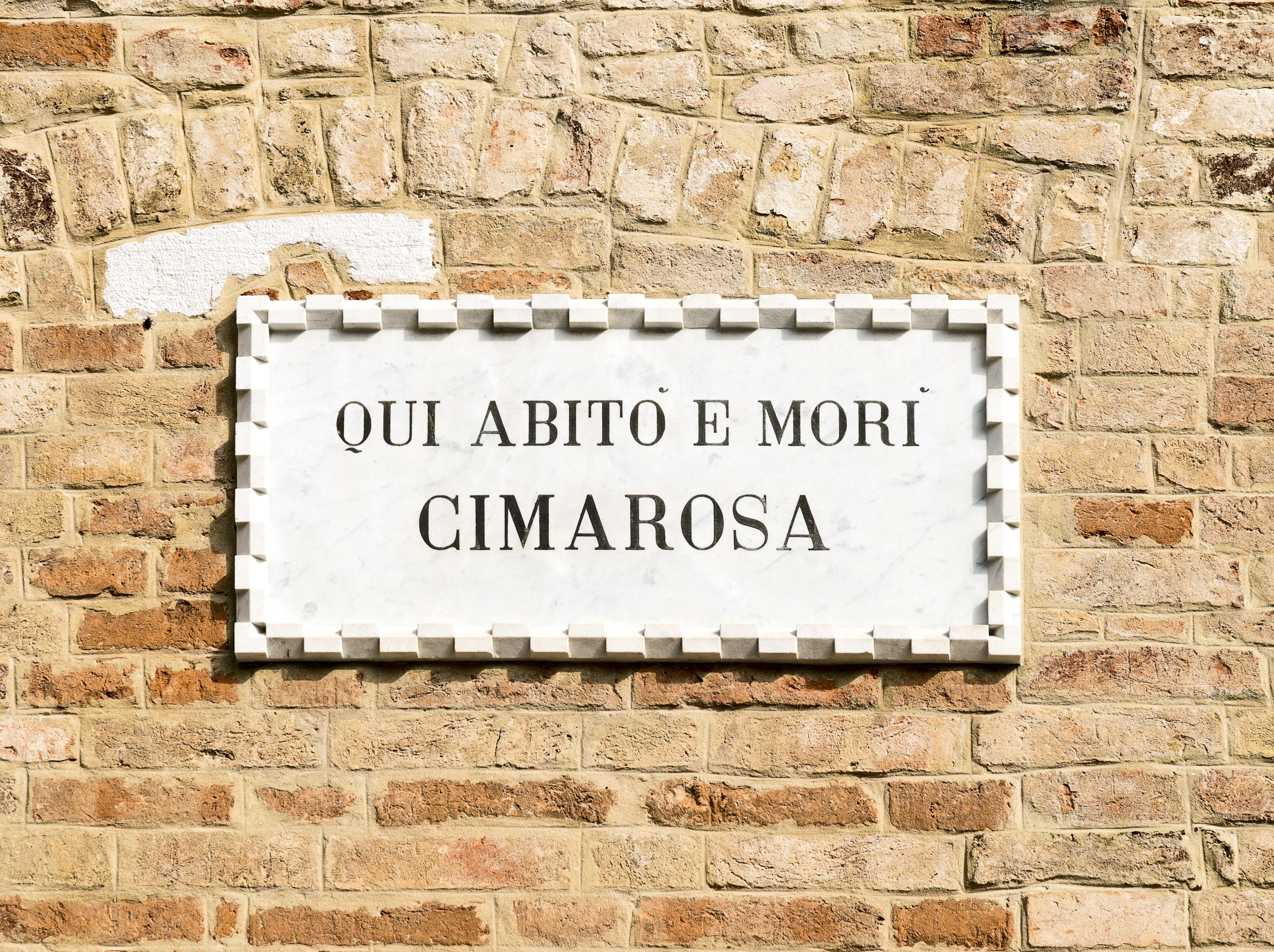
Targa che ricorda il palazzo come luogo di morte del musicista Domenico Cimarosa

Risalente al XV secolo, fu presumibilmente voluto dai Duodo o, forse, ad essi passò dopo essere stato degli Zen. Rimase della famiglia che ne dà il nome fino al XIX secolo, quando fu ceduto a diversi proprietari. 
Nel 1801, quando era adibito ad albergo, Palazzo Duodo fu luogo della morte di Domenico Cimarosa, grande musicista napoletano.
Nel Novecento divenne la sede locale del Ministero del lavoro, per essere venduto nel 1986 a Eni; ristrutturato internamento nel 2006 per uso uffici, è stato messo in vendita nel 2014.

## Descrizione
Edificio di tre piani con mezzanino, Palazzo Duodo, architettura gotica, mostra una facciata in materiali classici: laterizio e pietra d'Istria.
Si fregia di un portale gotico al piano terra; al piano nobile si apre centralmente una elegante esafora inserita in cornice marmorea, come anche le quattro monofore ai suoi lati.
Il secondo piano, con aperture di dimensione minore, va ricordato per una trifora centrale.
All'interno, il palazzo è dotato di un cortile con al centro un antico pozzo.

Particolari della facciata fotografati da Paolo Monti (1969)
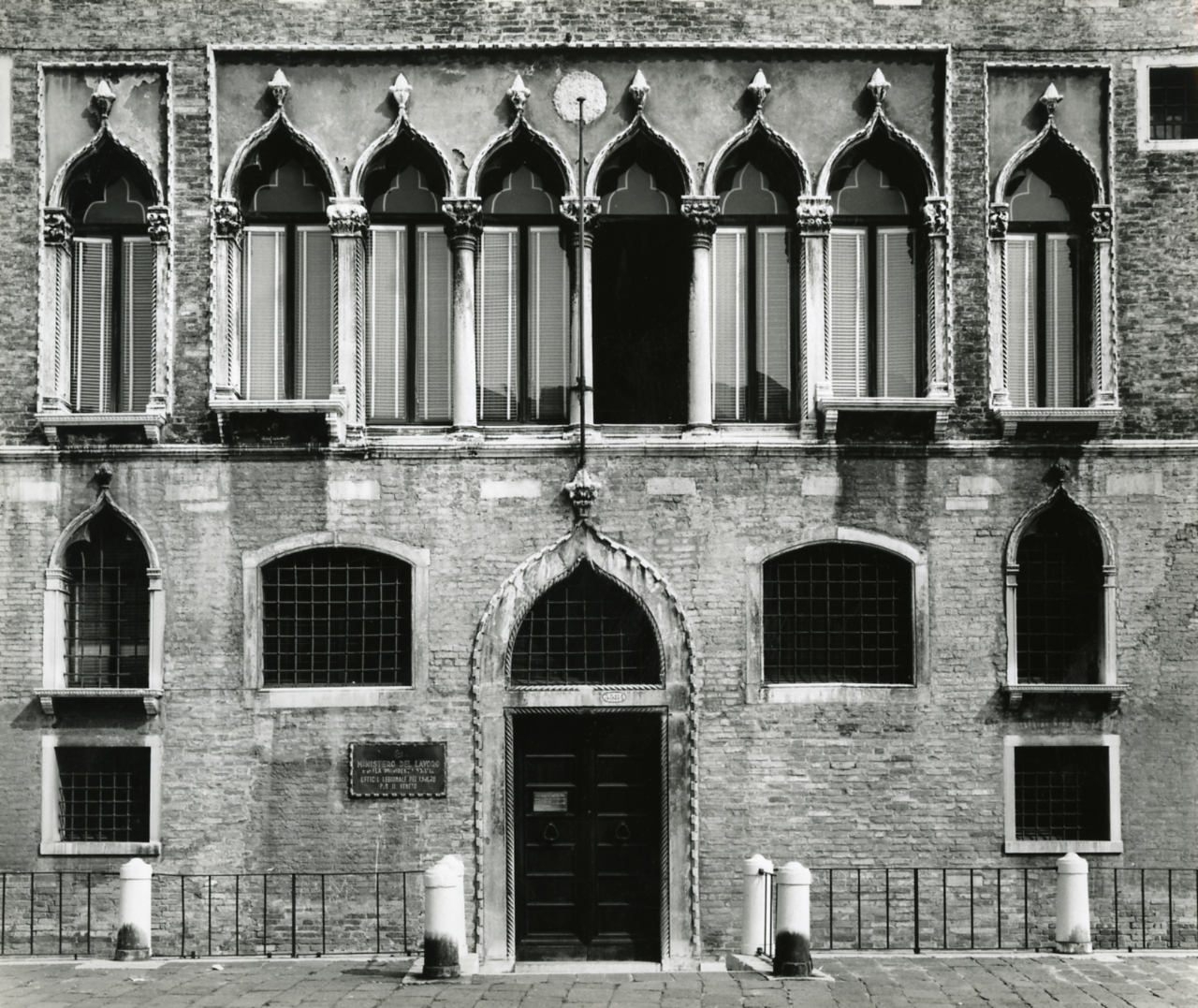
Fascia inferiore
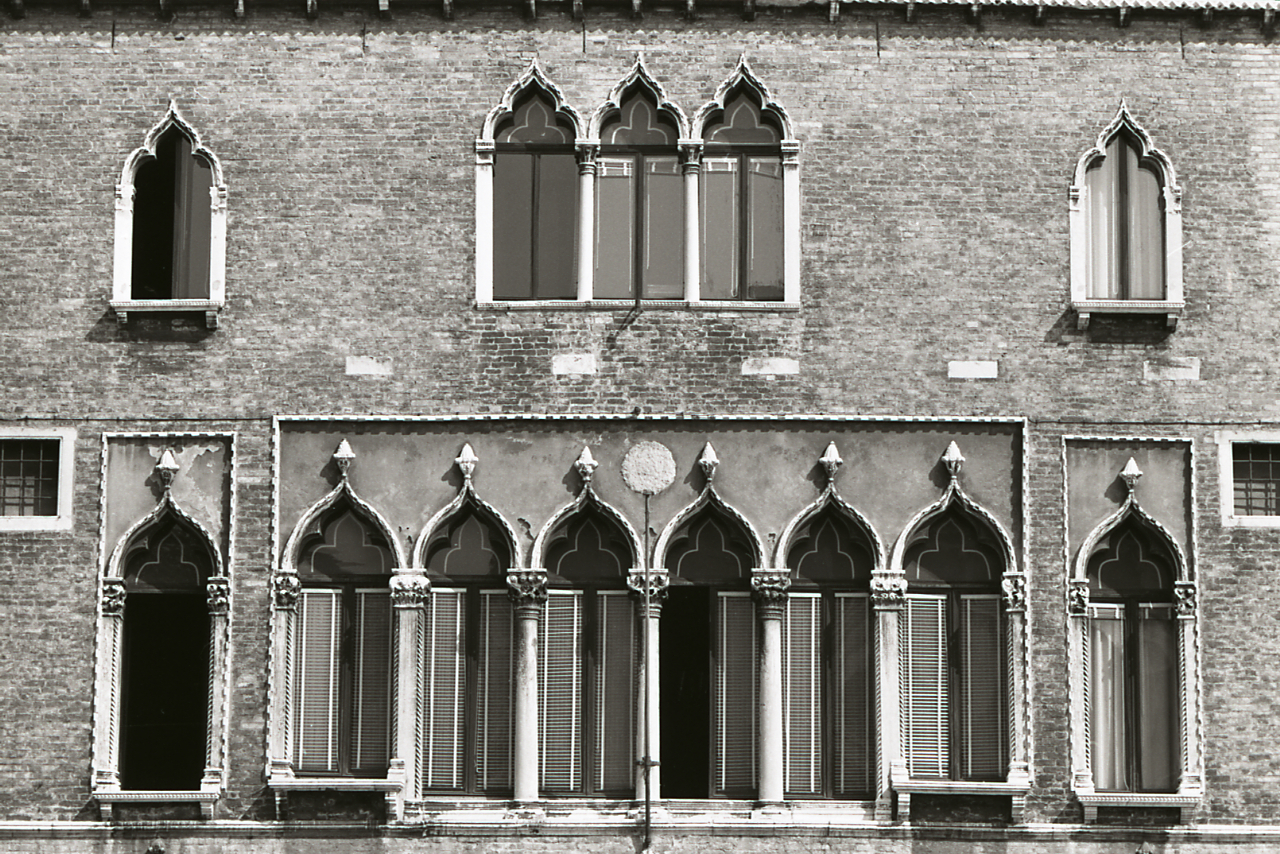
Fascia superiore